# Burning Down the Opera
Burning Down the Opera è il primo album dal vivo del gruppo tedesco power metal Edguy, pubblicato nel 2003.

## Tracce
CD 1
1. Welcome to the Opera (Intro) - 2:08
2. Fallen Angels - 5:33
3. Tears of a Mandrake - 7:24
4. Babylon - 7:01
5. Land of the Miracle - 5:44
6. Painting on the Wall - 4:37
7. Wings of a Dream - 6:04
8. The Headless Game - 7:20
9. The Pharaoh - 15:07

CD 2
1. Vain Glory Opera - 6:27
2. Solitary Bunny (Drum Solo) - 3:14
3. Save Us Now - 4:53
4. How Many Miles - 10:58
5. Inside - 3:22
6. Avantasia - 5:23
7. Out of Control - 8:15

## Formazione
- Tobias Sammet - voce
- Jens Ludwig - chitarra, cori
- Dirk Sauer - chitarra, cori
- Tobias Exxel - basso, cori
- Felix Bohnke - batteria